# Karl Litschi
Karl Litschi (Felben, 27 aprile 1912 – Andelfingen, 18 marzo 1999) è stato un ciclista su strada e ciclocrossista svizzero, professionista tra il 1936 e il 1947.

## Carriera
Ciclista con doti di scalatore, corse per l'Olympia, la Urago-Wolber e la Mondia, distinguendosi sia nelle corse in linea che in quelle a tappe. Nelle corse in linea, le principali vittorie furono il Campionato di Zurigo nel 1939 ed il campionato svizzero nel 1939 e nel 1941; fu anche campione nazionale di ciclocross nel 1937.
Nelle corse a tappe, vinse il Tour de Suisse 1937, imponendosi anche nella classifica della montagna. Vinse una tappa al Tour de France 1939 e due tappe al Tour de Suisse, una nel 1937 e una nel 1939. Fu ottavo al Giro d'Italia 1938 e settimo al Tour de Suisse 1939.

## Palmarès

### Strada
- 1935

Internationale Radkriterium in Wangen
- 1937

5ª tappa Tour de Suisse (Sion > Interlaken)
Classifica generale Tour de Suisse
- 1938

Tour du Nord-Ouest de la Suisse
- 1939

Campionati svizzeri, Prova in linea
Meisterschaft von Zürich
5ª tappa Tour de Suisse (Thun > Lucerna)
Grand Prix de Cannes
8ª tappa, 2ª semitappa Tour de France (Salies-de-Béarn > Pau, cronometro)
- 1940

Lucerne-Engelberg
- 1941

Campionati svizzeri, Prova in linea
Grand Prix de Le Locle

#### Altri successi
- 1937

Classifica Gran Premi della montagna Tour de Suisse

### Cross
- 1937

Campionati svizzeri

## Piazzamenti

### Grandi Giri
- Giro d'Italia

1938: 8º
- Tour de France

1939: ritirato

### Classiche monumento
- Milano-Sanremo

1932: 61º
1937: 28º
1938: 75º
1947: 18º
- Giro di Lombardia

1938: 25º

### Competizioni mondiali
- Campionati del mondo

Valkenburg 1938 - In linea: ritirato
Reims 1947 - In linea: ritirato